# Герб комуни Гулльспонг
Герб комуни Гулльспонг (швед. Gullspångs kommunvapen) — символ шведської адміністративно-територіальної одиниці місцевого самоврядування комуни Гулльспонг.

## Історія
Герб розроблявся у 1970-х з урахуванням історичних та промислових особливостей комуни. Новий герб комуни Гулльспонг офіційно зареєстровано 1981 року.

## Опис (блазон)
У синьому полі золота корона, над якою стрибає такий же лосось, над ними піднята вузька золота балка.

## Зміст
Золота балка символізує «золоту стежку» над річкою Гулльспонгсельвен. Лосось вказує на поширений тут різновид прісноводного лосося. Золота корона означає битву під Гувою 1275 року між військами короля Вальдемара І та його братів Магнуса та Еріка. 